# Плотен
Плотен (њем. Plothen) општина је у њемачкој савезној држави Тирингија. Једно је од 76 општинских средишта округа Зале-Орла. Према процјени из 2010. у општини је живјело 306 становника. Посједује регионалну шифру (AGS) 16075083.

## Географски и демографски подаци
Плотен се налази у савезној држави Тирингија у округу Зале-Орла. Општина се налази на надморској висини од 470 метара. Површина општине износи 8,2 km². У самом мјесту је, према процјени из 2010. године, живјело 306 становника. Просјечна густина становништва износи 37 становника/km².